# Adolf von Trotha
Adolf Lebrecht von Trotha (Koblenz, 1868. március 1. – Berlin, 1940. október 11.) német tengerész, admirális, a Német Császári Haditengerészet egyik vezető tisztje az első világháború idején.

## Élete
Adolf von Trotha 1868. március 1-jén, Koblenzben született, egy német nemesi család harmadik gyermekeként. Apja, Karl von Trotha a porosz hadsereg tisztje volt, aki az porosz–francia háború során hősi halált halt, apa nélkül hagyva az akkor csupán kétéves gyermeket. Az ifjú Trotha 1886-ban csatlakozott a Német Császári Haditengerészethez. A következő évtizedekben különböző hadihajókon teljesített szolgálatot és a Német Haditengerészet Kelet-ázsiai kontingensének is tagja volt, amely részt vett az 1899-ben kitört bokszerlázadás leverésében. Közvetlenül az első világháború kitörése előtt a SMS Kaiser nevű német csatacirkáló parancsnoka volt. 
A nagyhatalmak közti háború előszelét megérezve Trotha hangos szószólója volt a német hadihajó-fejlesztésnek, a háború kitörését követően pedig a német flotta parancsnokának, Alfred von Tirpitz tengernagy tengeralattjáró-háború elméletének az egyik legnagyobb támogatója lett. 1916. június 10-én kiérdemelte a legmagasabb porosz kitüntetést, a Pour le Mérite érdemrendet. Ugyanebben az évben, 1916. december 17-én ellentengernaggyá léptették elő és ebben a rangban a Nyílt-tengeri Flotta parancsnokának, Reinhard Scheernek, majd az 1918-ban őt követő Franz von Hipper tengernagynak lett a vezérkari főnöke.  
A háború utolsó hónapjaiban azon magas rangú tengerésztisztek közé tartozott, akik támogatták és részt vettek azon terv kidolgozásában, melynek célja az volt, hogy a német flotta a becsületét megőrizendő kifusson a nyílt tengerre és egy végső tengeri csatában ütközzön meg a számszerűleg döntő túlerőben lévő brit flottával. Ahogy Trotha írta: „a flotta becsületéért vívott csata egy új német flotta alapjait rakhatná le még akkor is, ha ez a harc csak haláltusa lenne”.  Trotha és társai azonban rosszul értékelték a német Nyílt-tengeri Flotta legénységének morálját, a hadihajókon feltörő elégedetlenséget és lázongásokat eleinte a tisztikar képes volt még letörni, azonban 1918 őszén a Kielben és más kikötőkben kitörő matrózfelkeléseket követően a főtisztek gyakorlatilag elvesztették az irányítást az események fölött.
Az első világháború végét követően elkísérte hollandiai száműzetésébe a néhai német császárt, II. Vilmost, majd hét hónappal később visszaért hazájába. 1919 márciusától von Trotha altengernagyi rangban a Német Birodalmi Haditengerészet vezetője lett, mely posztot a Weimari köztársaság első két kabinetjében (Scheidemann-kormány, Bauer-kormány) töltötte be. 1920-ban gyanúba került a Kapp-puccs alatt végzett tevékenysége miatt és rendelkezési állományba helyezték. A nemzetiszocialista hatalomátvételt követően aktívan együttműködött az új rendszerrel és az NSDAP-be is belépett, továbbá tiszteletbeli vezetője lett a Hitlerjugend tengerészalakulatának. 1939-ben a Kriegsmarine tengernagyává nevezték ki. 1940. október 11-én hunyt el a német fővárosban, Berlinben. Katonai tiszteletadás mellett temették el a Glienicke/Nordbahnban található helyi evangélikus templom temetőjében.